# 諾菲爾德 (密西西比州)
諾菲爾德（英語：Norfield）是位於美國密西西比州林肯縣的非建制地區。

## 歷史
諾菲爾德的郵局於1891年設立，其後於1953年停運。

## 地理
諾菲爾德所處的海拔為高於海平面124米（即407英呎），而該地所採用的時區為UTC-6，即北美中部時區（CST）。同時該地設有夏令時間，為UTC-6調快一小時，即UTC-5（CDT）。